# Флітвуд
Флітвуд (англ. Fleetwood) — місто та община в Англії у боро Вайр графства Ланкашир. Станом на 2011 рік населення складало 25 939 чоловік. Місто знаходиться на півострові, має майже 3 км в ширину, на заході омивається Ірландським морем.

## Клімат
| Клімат Флітвуда         | Клімат Флітвуда | Клімат Флітвуда | Клімат Флітвуда | Клімат Флітвуда | Клімат Флітвуда | Клімат Флітвуда | Клімат Флітвуда | Клімат Флітвуда | Клімат Флітвуда | Клімат Флітвуда | Клімат Флітвуда | Клімат Флітвуда | Клімат Флітвуда |
| Показник                | Січ.            | Лют.            | Бер.            | Квіт.           | Трав.           | Черв.           | Лип.            | Серп.           | Вер.            | Жовт.           | Лист.           | Груд.           | Рік             |
| Середній максимум, °C   | 6,8             | 7,1             | 9,1             | 11,6            | 15,2            | 17,3            | 19,4            | 19,4            | 17              | 13,7            | 9,8             | 7,6             | 12,9            |
| Середній мінімум, °C    | 1,7             | 1,6             | 3,1             | 4,2             | 6,9             | 10              | 12,4            | 12,3            | 10,2            | 7,3             | 4,3             | 2,5             | 6,4             |
| Норма опадів, мм        | 81.1            | 58.7            | 68.3            | 48.9            | 49              | 59.8            | 59.5            | 73.4            | 82.5            | 97.9            | 94              | 98.3            | 871.3           |
| ----------------------- | --------------- | --------------- | --------------- | --------------- | --------------- | --------------- | --------------- | --------------- | --------------- | --------------- | --------------- | --------------- | --------------- |
| Джерело: UK Met. Office |                 |                 |                 |                 |                 |                 |                 |                 |                 |                 |                 |                 |                 |